# Bertram Haid
Bertram Haid (* 9. August 1964 in Innsbruck) ist ein österreichischer Cartoonist.
Bertram Haid versuchte sich nach Beendigung der Pflichtschule als Texter für Schlagerbands, bevor er Anfang der 1990er Jahre aktiv ins Musikgeschäft einstieg. Als Frontman des Deutschrap-Projekts Die Besten aus dem Westen gelangen ihm erste, wenn auch kommerziell wenig aufsehenerregende, Achtungserfolge.
Im Jahre 1998 wurde er von dem Schriftsteller Elias Schneitter als Zeichner entdeckt. Spontan gründeten die beiden das Cartoonprojekt BAES. Unter diesem Pseudonym erscheinen seither Cartoons, Karikaturen und Illustrationen für diverse österreichische Printmedien, wie der Tiroler Tageszeitung, dem Eventmagazin !Ticket, einer Marke der Ticket Express GmbH oder dem Vetjournal, dem Magazin der österreichischen Tierärztekammer.
Aus dieser Zusammenarbeit ist auch der Verlag Edition BAES hervorgegangen, den Elias Schneitter von Zirl aus betreibt. Dabei kommt das Konzept einer low lectured edition zur Anwendung.
Schon mehrfach wurden Cartoons von Bertram Haid im Rahmen von Ausstellungen in der "Galerie der komischen Künste" im Wiener MuseumsQuartier gezeigt.
Ab 2007 arbeitete Bertram Haid einige Jahre als Comedy-Autor unter anderem beim Radio-Sender Ö3 für den Ö3 Wecker.

## Werke/Veröffentlichungen
- 1998: Pommes - eine Story, Cartoons, ISBN 3-9500933-0-3
- 2001: Tirol ist nur eines, Cartoons, ISBN 3-9500933-1-1
- 2004: Ausstellung im Caleriecafe Munding, Innsbruck
- 2004: Ausstellung in der Kammer für Arbeiter und Angestellte, Innsbruck
- 2006: Cartoons für Tirol-Kamasutra von Helmuth Schönauer, ISBN 3-9500933-5-4
- 2009: Aus dem Gleichgewicht, Kurzgeschichten, ISBN 978-3-9502705-2-5
- 2012: Einfach durch den Tag, Cartoons, ISBN 978-3-9503233-6-8
- 2016: Cartoonbeitrag in Literarische Cartoons, Holzbaum Verlag, Wien, ISBN 978-3-902980-40-3
- 2018: Cartoonbeitrag in Cartoons für Golfer, Holzbaum Verlag, Wien, ISBN 978-3-902980-75-5
- 2020: Cartoonbeitrag in Virale Cartoons, Holzbaum Verlag, Wien, ISBN 978-3-902980-92-2